# Ludwig von Reuter
Hans Hermann Ludwig von Reuter (Guben, 9 de fevereiro de 1869 – Potsdam, 18 de dezembro de 1943) foi um oficial naval do Império Alemão Ele entrou na Marinha Imperial Alemã em 1885 e em 1910 tornou-se capitão de mar do cruzador pesado SMS Yorck. Com o início da Primeira Guerra Mundial, Reuter foi nomeado capitão do SMS Derfflinger, tornando-se comodoro em setembro de 1915 e recebendo o comando do II Grupo de Patrulha. Foi promovido a contra-almirante em novembro de 1916, recebendo o cruzador rápido SMS Königsberg como capitânia e o comando do IV Grupo de Reconhecimento.
Reuter foi colocado no comando da Frota de Alto-Mar quando esta foi internada em Scapa Flow ao final da guerra, pois seu superior o almirante Franz von Hipper tinha recusado-se a render seus navios. Ele antecipou que os Aliados tentariam tomar as embarcações alemãs e assim ordenou em 21 de junho de 1919 que todas fossem deliberadamente afundadas por suas tripulações. Foi feito prisioneiro de guerra no Reino Unido e vilificado, porém na Alemanha foi visto como um herói que salvou a honra da marinha. Ele foi solto em janeiro de 1920 e voltou para casa.
Reuter foi forçado a aposentar-se da marinha cinco meses após seu retorno, já que os termos do Tratado de Versalhes forçaram a Alemanha a reduzir drasticamente o tamanho de sua frota, com ele ficando sem um comando devido sua idade e patente. Mudou-se para Potsdam e tornou-se conselheiro de estado, também escrevendo um livro sobre o afundamento da marinha alemã em Scapa Flow. Foi promovido a almirante em agosto de 1939 em celebração ao aniversário de 25 anos da Batalha de Tannenberg. Reuter morreu de um ataque do coração em dezembro de 1943.